# 圣地亚哥·席尔瓦
圣地亚哥·马丁·席尔瓦·奥利维拉（西班牙语：Santiago Martín Silva Olivera）（1980年—），乌拉圭足球运动员，目前效力于阿根廷球队博卡青年，司职前锋。

## 荣誉

### 俱乐部
民族队
- 乌拉圭足球甲级联赛 (1): 2002

班菲尔德
- 阿根廷足球甲级联赛 (1): 2009年春季联赛

萨斯菲尔德
- 阿根廷足球甲级联赛 (1): 2011年秋季联赛

博卡青年
- 阿根廷杯 (1): 2011年至2012年阿根廷杯